# 2-й гвардійський танковий корпус (СРСР)
2-й гвардійський танковий Тацинський Червонопрапорний, ордена Суворова корпус — оперативно-тактичне військове об'єднання в складі ЗС СРСР періоду Другої світової війни.

## Бойовий шлях
Корпус створений відповідно до наказу НКО СРСР № 412 від 26 грудня 1942 року шляхом перетворення з 24-го танкового корпусу.
З березня 1943 року корпус в складі Воронезького фронту готувався, а потім брав участь в Курській битві.
Після нетривалого відпочинку в складі військ Західного фронту брав участь осінньо-зимових боях 1943—1944 років.
У березні-квітні 1944 року перебував у резерві.
З травня 1944 року й до кінця війни діяв у складі військ 3-го Білоруського фронту.
В липні 1945 року 2-й гвардійський танковий корпус був переформований у 2-у гвардійську танкову дивізію з передислокацією в Ленінградський ВО.

## Склад
- Управління корпусу;
- 4-а гвардійська танкова бригада;
- 25-а гвардійська танкова бригада;
- 26-а гвардійська танкова бригада;
- 4-а гвардійська мотострілецька бригада;
- Корпусні частини:
  - 1-й окремий гвардійський батальйон зв'язку (з 22.04.1943 по 24.05.1943 — окремий батальйон зв'язку);
  - 51-й окремий саперний батальйон (з 28.05.1943);
  - 217-а окрема рота хімічного захисту (з 16.08.1943);
  - 30-а окрема гвардійська автотранспортна рота підвозу ПММ;
  - 112-а польова авторемонтна база;
  - 156-а польова танкоремонтна база;
  - окрема авіаланка зв'язку (з 01.06.1943);
  - 49-й польовий автохлібозавод (з 25.05.1943);
  - 299-а польова каса Держбанку (з 26.08.1943);
  - 2158-а воєнно-поштова станція.

## Нагороди і почесні звання
- Тацинський (Наказ НКО № 42 від 27 січня 1943).
- Орден Червоного Прапора (Указ Президії ВР СРСР від 23.07.1944) — за визволення м. Мінськ.
- Орден Суворова 2-го ступеня (Указ Президії ВР СРСР від 19.02.1045) — за оволодіння м. Калинковичі.

## Командування

### Командирикорпусу
- генерал-лейтенант танкових військ Баданов Василь Михайлович (26.12.1942-26.06.1943);
- полковник, генерал-майор танкових військ (з 31.08.1943), генерал-лейтенант танкових військ (з 02.11.1944) Бурдейний Олексій Семенович (26.06.1943-09.05.1945).

### Начальники штабу
- полковник Бурдейний Олексій Семенович (26.12.1942-26.06.1943);
- полковник Караван Олександр Пилипович (08.1943-05.1945).

## Герої корпусу
Шістнадцять військовослужбовців корпусу за мужність і героїзм в роки війни удостоєні звання Героя Радянського Союзу, серед них:
- Малахов Юрій Миколайович — гвардії молодший лейтенант, командир танкового взводу 26-ї гвардійської танкової бригади (24.03.1945, посмертно);
- Мітт Сергій Михайлович — гвардії лейтенант, командир танкового взводу 4-ї гвардійської танкової бригади (24.03.1945, посмертно);
- Михайлов Олександр Борисович — гвардії молодший лейтенант, командир танкового взводу 26-ї гвардійської танкової бригади (24.03.1945);
- Овчинников Борис Васильович — гвардії старший лейтенант, командир роти 51-го окремого саперного батальйону (24.03.1945);
- Октябрьська Марія Василівна — гвардії сержант, механік-водій танка «Бойова подруга» 26-ї гвардійської танкової бригади (02.08.1944, посмертно);
- Ольшевський Микола Михайлович — гвардії молодший лейтенант, командир танка 26-ї гвардійської танкової бригади (24.03.1945, посмертно);
- Рябов Олександр Олександрович — гвардії рядовий, автоматник мотострілецького батальйону 26-ї гвардійської танкової бригади (24.03.1945);